# Казаков Максим Ігорович
Максим Ігорович Казаков (нар. 6 лютого 1996, Київ) — український футболіст, центральний півзахисник.

## Клубна кар'єра
Народився у місті Київ. Вихованець київського футболу, починав займатися футболом у ДЮФШ «Динамо» імені Валерія Лобановського, а у віці 15-ти років перейшов у футбольну школу «Арсенала» (Київ), у складі якої виступав у дитячо-юнацькій футбольній лізі. Перший тренер — Лень Юрій Олександрович.
Після розформування «Арсеналу» в сезоні 2012/13 отримав статус вільного агента і уклав контракт з «Динамо» (Київ). У чемпіонаті України серед молодіжних команд U-21 дебютував 18 березня 2014 року у матчі проти однолітків з «Шахтаря» (Донецьк) (1:1). В подальшому з цією командою став переможцем чемпіонату України (U-21) 2015/16 і 2016/17. У сезоні 2017/18 Казаков був капітаном молодіжної команди киян, провівши за дублерів 30 матчів, забив один гол, але до основної команди так і не пробився.
Влітку 2018 року перейшов до луганської «Зорі», уклавши трирічний контракт. 2 вересня 2018 року дебютував на професійному рівні в матчі Прем'єр-ліги проти київського «Арсенала» (5:0), вийшовши на заміну на 57 хвилині замість Василя Прийми.

## Збірна
30 квітня 2015 року провів свій єдиний матч за юнацьку збірну України до 19 років в товариській грі проти однолітків з Грузії, замінивши на 67 хвилині Дмитра Кльоца.